# Johannes II. Wilcken
Johannes Wilcken, auch Johann Willekini (* im 13. oder 14. Jahrhundert; † 1386), war ein deutscher römisch-katholischer Geistlicher. Von 1385 bis zu seinem Tode war er als Johannes II. Bischof von Cammin in Pommern.
Er war von 1364 bis 1378 Propst des Nonnenklosters zu Altstadt Kolberg und anschließend von 1379 bis 1385 Propst des Nonnenklosters zu Köslin. Ab 1371 war er ferner Domherr des Camminer Domstifts.
Nachdem der bisherige Bischof von Cammin, Philipp von Rehberg, gestorben war, wählte das Camminer Domkapitel 1385 Johannes Wilcken zum neuen Bischof von Cammin. Er erhielt die Bestätigung des Papstes.
Auf der Reise nach Stettin, wo seine Bischofsweihe stattfinden sollte, starb er Anfang 1386 in der Gollnower Heide. Nach der Überlieferung in der lübischen Detmar-Chronik wurde er durch einen seiner Diener vergiftet.
Nach seinem Tode wählte das Camminer Domkapitel Bogislaw VIII., einen Herzog aus dem pommerschen Greifenhaus und Domherrn des Camminer Domkapitels, zum Bischof. Der Papst ernannte aber Johannes Brunonis, Kanzler von König Wenzel, zum neuen Bischof, was zu langwierigen Streitigkeiten führte.